# Kellen Clemens
Kellen Vincent Clemens (født 7. juni 1983 i Burns, Oregon, USA) er en amerikansk footballspiller, der spiller i NFL som quarterback for San Diego Chargers. Clemens kom ind i ligaen i 2006, og har tidligere repræsenteret New York Jets, Houston Texans og St. Louis Rams.

## Klubber
- New York Jets (2006–2010)
- Houston Texans (2011)
- St. Louis Rams (2011–2013)
- San Diego Chargers (2014–)